# Tisserin géant
Ploceus grandis
Espèce
Statut de conservation UICN

 NT  : Quasi menacé
Le Tisserin géant (Ploceus grandis) est une espèce de passereaux appartenant à la famille des Ploceidae.

## Répartition
Cet oiseau est endémique à São Tomé dans le golfe de Guinée.